# Stenodynerus innobilis
Stenodynerus innobilis är en stekelart som beskrevs av Richard Mitchell Bohart 1966. Stenodynerus innobilis ingår i släktet smalgetingar, och familjen Eumenidae. Inga underarter finns listade i Catalogue of Life.